# Нецветаевка
Нецвета́евка (каз. Нецветаевка) — упразднённое село в Ерейментауском районе Акмолинской области Казахстана. Входило в состав Бестогайского сельского округа.

## География
Село располагалось в западной части района, на расстоянии примерно 60 километров (по прямой) к северо-западу от административного центра района — города Ерейментау, в 12 километрах к западу от административного центра сельского округа — села Бестогай.
Абсолютная высота — 256 метров над уровнем моря.
Ближайшие населённые пункты: село Бестогай — на востоке.
Близ села проходила проходила железная дорога «Заозёрное — Ерейментау».

## История
В 1989 году село административно входило в состав Ильинского сельсовета как — станция Нецветаевка. Название свое получило от исчезнувшего села Нецветаевского , основанного в 1897 году как переселенческий участок Еленинский и располагавшегося в 20 км. на юго-запад от станции на левом берегу реки Селеты. От этого села сейчас остались только кирпичные стены  Николаевской миссионерской  церкви , построенной в 1901 году  , да могильный памятник расстрелянным революционерам этого села . 
В периоде 1991—1998 годов:
- Ильинский сельсовет был переименован и преобразован в Бестогайский сельский округ;
- станция была преобразована в село;
- после упразднения Селетинского района, село вместе с сельским округом был включен в состав Ерейментауского района Акмолинской области.

Решением Акмолинского областного маслихата, акима Акмолинской области от 12 апреля 2001 г. N С-7-11 (зарегистрированное Управлением юстиции Акмолинской области 8 мая 2001 г. № 589) село Нецветаевка было переведено в категорию иных поселений и исключено из учётных данных в связи с выездом всех жителей.

## Население
В 1989 году население села составляло 20 человек (из них русские — 70 %, украинцы — 20 %).
В 1999 году постоянного населения в селе не было.
| Численность населения | Численность населения |
| 1989                  | 1999                  |
| --------------------- | --------------------- |
| 20                    | ↘0                    |